# Märta Norberg

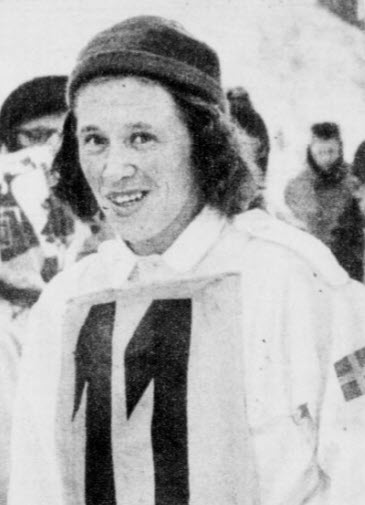
Märta Norberg (1951).

Märta Norberg, född 19 september 1922 i Sidensjö församling i Ångermanland, död 19 december 2020  i Örnsköldsviks distrikt, var en svensk längdskidåkare.
Märta Norberg tävlade för Sidensjö och Vårby IK och slog igenom endast 17 år gammal då hon vann SM i längdskidor 1939. Hon deltog i Vinter-OS 1952 som avgjordes i Oslo och klassiska Holmenkollen; på den tiden fanns bara en sträcka i OS-programmet, nämligen 10 km. När hon skulle gå om en tjeckiska i en uppförsbacke halkade tjeckiskan till och saxade över Norbergs skidor så att bindningen gick upp. Norberg fick stanna för att ordna bindningen och tappade farten och rytmen. Hon slutade på en fjärdeplats i den allra första OS-tävlingen för kvinnliga längdåkare, efter tre finskor. Norberg var bara tre sekunder från en bronsmedalj. Den finska trion besegrade hon senare samma år när hon vann Svenska skidspelen i Falun.
Norberg vann två VM-bronsmedaljer med det svenska stafettlaget på 3x5km, 1954 i Falun och 1958 i Lahtis. Hon vann sex SM på 10 km samt fyra i stafett med Vårby IK.
Sedan 2005 står vid en rastplats längs länsväg 335, i Näs mellan Sidensjö och Sollefteå, bronsstatyn "Skidåkerskan" som föreställer Märta Norberg. Statyn gjordes på uppdrag av Nätterlunds minnesfond och skapades av konstnären Jörgen Nilsson. Modellen var ett fotografi.